# Gerard le Heux
Gerard Willem le Heux  (Deventer, 7 de maio de 1875 - Haia, 8 de junho de 1973) foi um adestrador holandês.

## Carreira
Gerard Willem le Heux  representou seu país nos Jogos Olímpicos de 1928 e 1936, na qual conquistou a medalha de  bronze por equipes no adestramento, em 1928.